# Opogona trichoceros
Opogona trichoceros är en fjärilsart som beskrevs av Edward Meyrick 1930. Opogona trichoceros ingår i släktet Opogona och familjen äkta malar.
Artens utbredningsområde är Guyana. Inga underarter finns listade i Catalogue of Life.